# Понте Россо (Флоренція)
Понте Россо (Червоний міст) — кам'яний міст через річку Муньйоне у Флоренції.

## Загальні відомості
Кам’яний міст Понте Россо (Червоний міст) отримав свою назву від стародавнього мосту з червоної цегли, який був побудований через річку Муньйоне (Mugnone) у XVI столітті неподалік від воріт Сан-Галло (Porta San Gallo), через які урочисто в'їжджав до міста у 1765 році великий князь Пьєтро Леопольдо з нагоди вступу до управління Тосканою.
Червоний міст був створений за проектом відомого флорентійського художника і архітектора Нікколо Тріболо (1500–1550) у першій половині XVI століття і був розширений у 1784 році.
У 1871 році іменем цього мосту була названа вулиця, яка відходить від нього на південь – Віа дель Понте Россо. Міст з’єднує її з вулицею Віа Болоньєзе. Міст є невеликим за довжиною, але досить широким – по ньому проходить інтенсивний трафік.
Понте Россо веде до історичного багатоцільового в минулому комплексу Партерре (Parterre) на Пьяцца делла Ліберта і завжди був популярним місцем проходу жителів Флоренції до історичного центру міста.
Кам’яним міст став у 1868 році.
У 1944 міст був підірваний відступаючими німецько-фашистськими військами, але частина мосту уціліла і обслуговувала трафік за одним з напрямків у сторону Віа Болоньєзе. Після відновлення міст є 4-х смуговою автомобільною розв’язкою.